# The Rockets (album)
| Recensione | Giudizio |
| ---------- | -------- |
| AllMusic   | [ 1 ]    |

The Rockets è il primo ed unico album del gruppo canadese (e futuri Crazy Horse) dei The Rockets, pubblicato dalla White Whale Records nell'ottobre del 1968.

## Tracce
Lato A
1. Hole in My Pocket – 2:30 (Danny Whitten)
2. Won't You Say You'll Stay – 2:45 (Danny Whitten)
3. Mr. Chips – 2:22 (Danny Whitten)
4. It's a Mistake – 1:53 (Billy Talbot, Ralph Molina)
5. Let Me Go – 3:47 (Danny Whitten)

Lato B
1. Try My Patience – 2:17 (Leon Whitsell)
2. I Won't Always Be Around – 2:53 (Leon Whitsell)
3. Pills Blues – 4:01 (George Whitsell)
4. Stretch Your Skin – 4:10 (Leon Whitsell)
5. Eraser – 1:57 (Leon Whitsell)

## Formazione
- Danny Whitten - chitarra
- Leon Whitsell - chitarra
- George Whitsell - chitarra
- Bobby Notkoff - violino
- Billy Talbot - basso
- Ralph Molina - batteria

Note aggiuntive
- Barry Goldberg - produttore (per la Inherit Productions)
- Morey Alexander - coordinatore alla produzione
- Registrazioni effettuate al Paramount Recording di Hollywood (California)
- Earl Scott - fotografia
- Peter Ryan - design album[3]